# Litoral-Kras

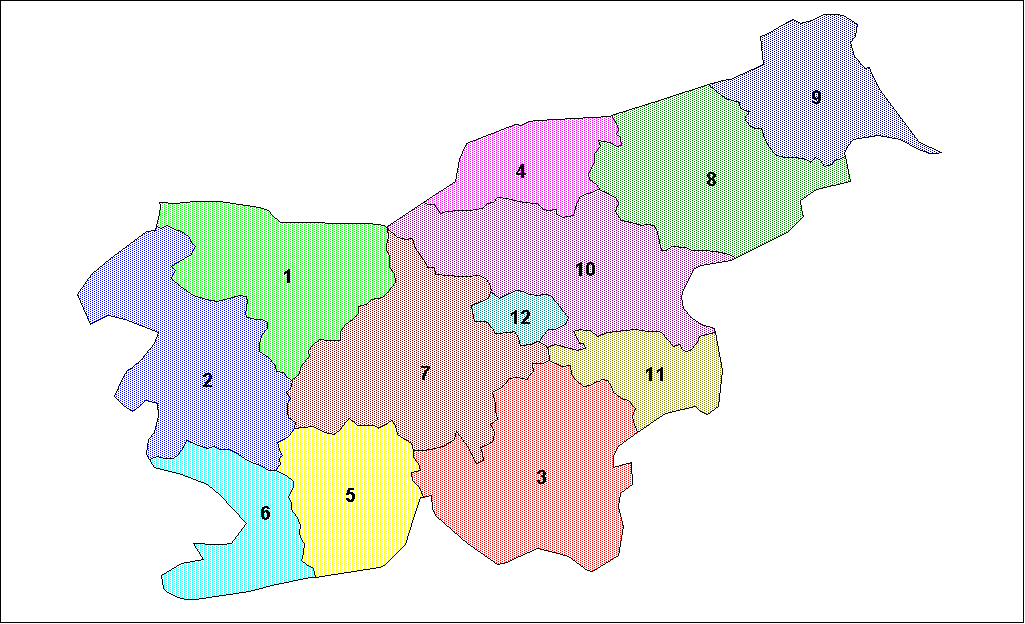
Litoral-Carso (n.º 6, em azul-celeste), região estatística da Eslovénia.

A região do Litoral-Kras ou Litoral-Carso (em esloveno:  Obalno-kraška regija) é uma das doze regiões estatísticas em que se subdivide a Eslovénia. Em finais de 2005, contava com uma população de 105 632 habitantes.
É composta pelos seguintes municípios:
- Divača
- Hrpelje-Kozina
- Izola
- Komen
- Koper
- Piran
- Sežana